# アメリカ映画100年のヒーローと悪役ベスト100
「アメリカ映画100年のヒーローと悪役ベスト100」 (AFI's 100 Years... 100 Heroes and Villains) は、2003年6月、AFIによって選ばれた最も偉大なるヒーローと悪役それぞれ50名ずつを載せたリストであり、「AFIアメリカ映画100年シリーズ」の一環である。このリストはアーノルド・シュワルツェネッガーが司会を務めるCBSの特別番組で初めて紹介された。この番組はエミー賞のノンフィクション特別番組部門でノミネートされた。
2つ以上の映画にキャラクターがリストに入るケースもあり、初期作品及びオリジナル作品（もし可能であれば）のキャラクターがリストに入ったり映画が番組の中で強く注目されることもあった。日本ではNHK BSなどで放映された。

## ヒーローTOP50
| #  | キャラクター                              | 俳優                                          | 映画                              | 公開年 |
| -- | ----------------------------------------- | --------------------------------------------- | --------------------------------- | ------ |
| 1  | アティカス・フィンチ                      | グレゴリー・ペック                            | アラバマ物語                      | 1962   |
| 2  | インディアナ・ジョーンズ                  | ハリソン・フォード                            | レイダース/失われたアーク《聖櫃》 | 1981   |
| 3  | ジェームズ・ボンド                        | ショーン・コネリー                            | 007 ドクター・ノオ                | 1962   |
| 4  | リック・ブレイン                          | ハンフリー・ボガート                          | カサブランカ                      | 1942   |
| 5  | ウィル・ケイン                            | ゲイリー・クーパー                            | 真昼の決闘                        | 1952   |
| 6  | クラリス・スターリング                    | ジョディ・フォスター                          | 羊たちの沈黙                      | 1991   |
| 7  | ロッキー・バルボア                        | シルヴェスター・スタローン                    | ロッキー                          | 1976   |
| 8  | エレン・リプリー                          | シガニー・ウィーバー                          | エイリアン2                       | 1986   |
| 9  | ジョージ・ベイリー                        | ジェームズ・ステュアート                      | 素晴らしき哉、人生!               | 1946   |
| 10 | T・E・ロレンス                            | ピーター・オトゥール                          | アラビアのロレンス                | 1962   |
| 11 | ジェフ・スミス                            | ジェームズ・ステュアート                      | スミス都へ行く                    | 1939   |
| 12 | トム・ジョード                            | ヘンリー・フォンダ                            | 怒りの葡萄                        | 1940   |
| 13 | オスカー・シンドラー                      | リーアム・ニーソン                            | シンドラーのリスト                | 1993   |
| 14 | ハン・ソロ                                | ハリソン・フォード                            | スター・ウォーズ                  | 1977   |
| 15 | ノーマ・レイ・ウェブスター                | サリー・フィールド                            | ノーマ・レイ                      | 1979   |
| 16 | シェーン                                  | アラン・ラッド                                | シェーン                          | 1953   |
| 17 | ハリー・キャラハン                        | クリント・イーストウッド                      | ダーティハリー                    | 1971   |
| 18 | ロビン・フッド                            | エロール・フリン                              | ロビンフッドの冒険                | 1938   |
| 19 | ヴァージル・ティッブス                    | シドニー・ポワチエ                            | 夜の大捜査線                      | 1967   |
| 20 | ブッチ・キャシディ サンダンス・キッド     | ポール・ニューマン ロバート・レッドフォード   | 明日に向って撃て!                 | 1969   |
| 21 | マハトマ・ガンディー                      | ベン・キングズレー                            | ガンジー                          | 1982   |
| 22 | スパルタカス                              | カーク・ダグラス                              | スパルタカス                      | 1960   |
| 23 | テリー・マロイ                            | マーロン・ブランド                            | 波止場                            | 1954   |
| 24 | テルマ・ディックソン ルイーズ・ソーヤー   | ジーナ・デイヴィス スーザン・サランドン       | テルマ&ルイーズ                   | 1991   |
| 25 | ルー・ゲーリッグ                          | ゲイリー・クーパー                            | 打撃王                            | 1942   |
| 26 | スーパーマン                              | クリストファー・リーヴ                        | スーパーマン                      | 1978   |
| 27 | ボブ・ウッドワード カール・バーンスタイン | ロバート・レッドフォード ダスティン・ホフマン | 大統領の陰謀                      | 1976   |
| 28 | 陪審員8番                                 | ヘンリー・フォンダ                            | 十二人の怒れる男                  | 1957   |
| 29 | ジョージ・パットン                        | ジョージ・C・スコット                         | パットン大戦車軍団                | 1970   |
| 30 | ルーク・ジャクソン                        | ポール・ニューマン                            | 暴力脱獄                          | 1967   |
| 31 | エリン・ブロコビッチ                      | ジュリア・ロバーツ                            | エリン・ブロコビッチ              | 2000   |
| 32 | フィリップ・マーロウ                      | ハンフリー・ボガート                          | 三つ数えろ                        | 1946   |
| 33 | マージ・ガンダーソン                      | フランシス・マクドーマンド                    | ファーゴ                          | 1996   |
| 34 | ターザン                                  | ジョニー・ワイズミュラー                      | 類猿人ターザン                    | 1932   |
| 35 | アルヴィン・ヨーク                        | ゲイリー・クーパー                            | ヨーク軍曹                        | 1941   |
| 36 | ルースター・コグバーン                    | ジョン・ウェイン                              | 勇気ある追跡                      | 1969   |
| 37 | オビ＝ワン・ケノービ                      | アレック・ギネス                              | スター・ウォーズ                  | 1977   |
| 38 | 浮浪者                                    | チャールズ・チャップリン                      | 街の灯                            | 1931   |
| 39 | ラッシー                                  | パル                                          | 名犬ラッシー 家路                 | 1943   |
| 40 | フランク・セルピコ                        | アル・パチーノ                                | セルピコ                          | 1973   |
| 41 | アーサー・チップス                        | ロバート・ドーナット                          | チップス先生さようなら            | 1939   |
| 42 | フラナガン神父                            | スペンサー・トレイシー                        | 少年の町                          | 1938   |
| 43 | モーセ                                    | チャールトン・ヘストン                        | 十戒                              | 1956   |
| 44 | ジミー・"ポパイ"・ドイル                  | ジーン・ハックマン                            | フレンチ・コネクション            | 1971   |
| 45 | ゾロ                                      | タイロン・パワー                              | 快傑ゾロ                          | 1940   |
| 46 | バットマン                                | マイケル・キートン                            | バットマン                        | 1989   |
| 47 | カレン・シルクウッド                      | メリル・ストリープ                            | シルクウッド                      | 1983   |
| 48 | ターミネーター                            | アーノルド・シュワルツェネッガー              | ターミネーター2                   | 1991   |
| 49 | アンドリュー・ベケット                    | トム・ハンクス                                | フィラデルフィア                  | 1993   |
| 50 | マキシマス                                | ラッセル・クロウ                              | グラディエーター                  | 2000   |

## 悪役TOP50
| #  | キャラクター                      | 俳優                                                        | 映画                                    | 公開年 |
| -- | --------------------------------- | ----------------------------------------------------------- | --------------------------------------- | ------ |
| 1  | ハンニバル・レクター              | アンソニー・ホプキンス                                      | 羊たちの沈黙                            | 1991   |
| 2  | ノーマン・ベイツ                  | アンソニー・パーキンス                                      | サイコ                                  | 1960   |
| 3  | ダース・ベイダー                  | 演：デヴィッド・プラウズ 声：ジェームズ・アール・ジョーンズ | スター・ウォーズ エピソード5/帝国の逆襲 | 1980   |
| 4  | 西の魔女                          | マーガレット・ハミルトン                                    | オズの魔法使い                          | 1939   |
| 5  | ラチェット看護婦                  | ルイーズ・フレッチャー                                      | カッコーの巣の上で                      | 1975   |
| 6  | ポッター氏                        | ライオネル・バリモア                                        | 素晴らしき哉、人生!                     | 1946   |
| 7  | アレックス・フォレスト            | グレン・クローズ                                            | 危険な情事                              | 1987   |
| 8  | フィリス・ディアトリクソン        | バーバラ・スタンウィック                                    | 深夜の告白                              | 1944   |
| 9  | リーガン・マクニール              | 演：リンダ・ブレア 声：マーセデス・マッケンブリッジ         | エクソシスト                            | 1973   |
| 10 | 王妃                              | 声：ルシル・ラ・ヴァーン                                    | 白雪姫                                  | 1937   |
| 11 | マイケル・コルレオーネ            | アル・パチーノ                                              | ゴッドファーザー PART II                | 1974   |
| 12 | アレックス・デラージ              | マルコム・マクダウェル                                      | 時計じかけのオレンジ                    | 1971   |
| 13 | HAL 9000                          | 声：ダグラス・レイン                                        | 2001年宇宙の旅                          | 1968   |
| 14 | エイリアン                        | ボラージ・バデージョ                                        | エイリアン                              | 1979   |
| 15 | アーモン・ゲート                  | レイフ・ファインズ                                          | シンドラーのリスト                      | 1993   |
| 16 | ノア・クロス                      | ジョン・ヒューストン                                        | チャイナタウン                          | 1974   |
| 17 | アニー・ウィルクス                | キャシー・ベイツ                                            | ミザリー                                | 1990   |
| 18 | サメ                              | N/A                                                         | ジョーズ                                | 1975   |
| 19 | ウィリアム・ブライ                | チャールズ・ロートン                                        | 戦艦バウンティ号の叛乱                  | 1935   |
| 20 | 人間                              | N/A                                                         | バンビ                                  | 1942   |
| 21 | イズリン夫人                      | アンジェラ・ランズベリー                                    | 影なき狙撃者                            | 1962   |
| 22 | ターミネーター                    | アーノルド・シュワルツェネッガー                            | ターミネーター                          | 1984   |
| 23 | イヴ・ハリントン                  | アン・バクスター                                            | イヴの総て                              | 1950   |
| 24 | ゴードン・ゲッコー                | マイケル・ダグラス                                          | ウォール街                              | 1987   |
| 25 | ジャック・トランス                | ジャック・ニコルソン                                        | シャイニング                            | 1980   |
| 26 | コディ・ジャレット                | ジェームズ・キャグニー                                      | 白熱                                    | 1949   |
| 27 | 火星人                            | N/A                                                         | 宇宙戦争                                | 1953   |
| 28 | マックス・ケイディ                | ロバート・ミッチャム                                        | 恐怖の岬                                | 1962   |
| 29 | ハリー・パウエル                  | ロバート・ミッチャム                                        | 狩人の夜                                | 1955   |
| 30 | トラヴィス・ビックル              | ロバート・デ・ニーロ                                        | タクシードライバー                      | 1976   |
| 31 | ダンヴァース夫人                  | ジュディス・アンダーソン                                    | レベッカ                                | 1940   |
| 32 | ボニー・パーカー クライド・バロウ | フェイ・ダナウェイ ウォーレン・ベイティ                     | 俺たちに明日はない                      | 1967   |
| 33 | ドラキュラ伯爵                    | ベラ・ルゴシ                                                | 魔人ドラキュラ                          | 1931   |
| 34 | クリスチャン・ゼル                | ローレンス・オリヴィエ                                      | マラソンマン                            | 1976   |
| 35 | J.J. ハッセンカー                 | バート・ランカスター                                        | 成功の甘き香り                          | 1957   |
| 36 | フランク・ブース                  | デニス・ホッパー                                            | ブルーベルベット                        | 1986   |
| 37 | ハリー・ライム                    | オーソン・ウェルズ                                          | 第三の男                                | 1949   |
| 38 | エンリコ・バンデロ                | エドワード・G・ロビンソン                                   | 犯罪王リコ                              | 1931   |
| 39 | クルエラ・ド・ヴィル              | 声：ベティー・ルー・ガーソン                                | 101匹わんちゃん                         | 1961   |
| 40 | フレディ・クルーガー              | ロバート・イングランド                                      | エルム街の悪夢                          | 1984   |
| 41 | ジョーン・クロフォード            | フェイ・ダナウェイ                                          | 愛と憎しみの伝説                        | 1981   |
| 42 | トム・パワーズ                    | ジェームズ・キャグニー                                      | 民衆の敵                                | 1931   |
| 43 | レジーナ                          | ベティ・デイヴィス                                          | 偽りの花園                              | 1941   |
| 44 | ジェーン・ハドソン                | ベティ・デイヴィス                                          | 何がジェーンに起ったか?                 | 1962   |
| 45 | ジョーカー                        | ジャック・ニコルソン                                        | バットマン                              | 1989   |
| 46 | ハンス・グルーバー                | アラン・リックマン                                          | ダイ・ハード                            | 1988   |
| 47 | トニー・カモンテ                  | ポール・ムニ                                                | 暗黒街の顔役                            | 1932   |
| 48 | ヴァーバル・キント                | ケヴィン・スペイシー                                        | ユージュアル・サスペクツ                | 1995   |
| 49 | オーリック・ゴールドフィンガー    | ゲルト・フレーベ                                            | 007 ゴールドフィンガー                  | 1964   |
| 50 | アロンゾ・ハリス                  | デンゼル・ワシントン                                        | トレーニング デイ                       | 2001   |

## キャラクター
- 『バットマン』、『素晴らしき哉、人生!』、『シンドラーのリスト』、『羊たちの沈黙』のみヒーローと悪役双方のリストに登場人物があがっている。エイリアンからはシリーズとしてエイリアンとリプリーの双方が上がっている。ダース・ベイダーは『スター・ウォーズ エピソード5/帝国の逆襲』の登場人物としては上がっているが、『スター・ウォーズ』の登場人物としてはあがっていない。また、ジェームズ・ボンドは『007 ドクター・ノオ』の登場人物としてリストアップされて入るが、『007 ゴールドフィンガー』の登場人物としては上がっていない。
- ターミネーターのみ、ヒーローと悪役の双方に上がっているが、悪役としての評判が高く、ヒーローとしてのターミネーターは別物だと考えられている。
- 『スター・ウォーズ』からのみハン・ソロとオビ・ワン・ケノービの2名が同じリストに挙がっている。
- スタンリー・キューブリックが監督した4作品から、3人の登場人物（アレックス・デラージ、HAL 9000、ジャック・トランス）が悪役のリストに、1人の登場人物（スパルタカス）がヒーローのリストに挙がっている。

## 俳優
- ゲイリー・クーパーは、3度ヒーローのリストに挙がっている。
- ハンフリー・ボガート、ジェームズ・スチュアート、ヘンリー・フォンダ、ジェームズ・キャグニー、ハリソン・フォード、ジャック・ニコルソン、ポール・ニューマン、ロバート・ミッチャム、ロバート・レッドフォード、ベティ・デイヴィス、フェイ・ダナウェイがそれぞれ同じリストに2度挙がった。
- アル・パチーノとアーノルド・シュワルツェネッガーはそれぞれ両方のリストに挙がっている。シュワルツェネッガーに至っては、同じキャラクターとして両方のリストに挙がっている。

## 実在の人物
俳優が演じた実在の人物や、実在の人物に基づいて作られた登場人物が何度かリストに挙がった。
- ヒーローとして：アルヴィン・ヨーク、エリン・ブロコビッチ、ジョージ・パットン、ボブ・ウッドワードとカール・バーンスタイン、ルー・ゲーリッグ、スパルタカス、マハトマ・ガンジー、ブッチ・キャシディとサンダンス・キッド、オスカー・シンドラー、トーマス・エドワード・ロレンス、エドワード・ジョゼフ・フラナガン、フランク・セルピコ、カレン・シルクウッド、モーゼ
- 悪役として：ウィリアム・ブライ、アーモン・ゲート、ボニー・パーカーとクライド・バロウ、ジョーン・クロフォード

なお、ジミー・‘ポパイ’・ドイルは、当時、ニューヨーク市警の刑事だったEddie Eganをモデルにしたキャラクターである。